# Kojonjoki
Kojonjoki (även Koenjoki och Koijoki) är ett vattendrag i Finland.   Det ligger i landskapen Egentliga Finland och Egentliga Tavastland i den södra delen av landet, 140 km nordväst om huvudstaden Helsingfors.
Kojonjoki är en biflod till Loimijoki och har sin början i sjön Koijärvi i kommunen Forssa i Egentliga Tavastland. Därifrån rinner ån västerut först längs gränsen mellan Forssa och Jockis och sedan längs gränsen mellan Forssa och Humppila samt Humppila och Urdiala och sedan i Humppila och i Loimaa där den utmynnar sig till Loimijoki. Före detta kommunerna Koijärvi och Metsämaa är belägna vid ån och ån rinner också genom områden av före detta kommunerna Loimaa kommun och Alastaro.